# João Menezes
João Magalhaes Hueb de Menezes (Uberaba, 17 dicembre 1996) è un tennista brasiliano.

## Carriera
Esordisce nel circuito ITF nelle qualificazioni di un torneo a Sorocaba nel 2010, pochi giorni dopo aver compiuto 14 anni. Ottiene le prime vittorie nel 2015, sia in singolare che in doppio.
Nel 2014 partecipa insieme a Rafael Matos al torneo di doppio degli US Open nella categoria ragazzi, ma la coppia viene sconfitta in finale in due set da Omar Jasika e Naoki Nakagawa.
Sempre insieme al connazionale Matos vince quattro tornei Future tra il 2015 e il 2016 e il primo Challenger in doppio a Iași nel 2020.
Nel 2019 ha rappresentato il Brasile ai XVIII Giochi panamericani, dove ha ottenuto la medaglia d'oro nel torneo singolare, sconfiggendo in finale Marcelo Tomás Barrios Vera. Nello stesso anno vince anche il primo torneo Challenger in singolare a Samarcanda, battendo in finale la testa di serie numero uno Corentin Moutet e sfiora la qualificazione al tabellone principale allo US Open, venendo eliminato all'ultimo turno da Sumit Nagal.
Nel 2020 conquista il primo titolo Challenger in doppio a Iași in coppia con Rafael Matos. L'anno dopo fa il suo esordio olimpico ai Giochi di Tokyo, viene schierato in singolare e al primo turno sfiora l'impresa, perdendo 9-7 nel tiebreak decisivo contro il nº 37 ATP Marin Čilić.

## Statistiche
Aggiornate al 16 agosto 2021.

### Tornei minori

#### Singolare

##### Vittorie (6)
| Legenda tornei minori |
| Challenger (1)        |
| Futures (5)           |

| N. | Data              | Torneo                           | Superficie  | Avversario in finale | Punteggio      |
| 1. | 8 novembre 2015   | Brazil F7, Santa Maria           | Terra rossa | Orlando Luz          | 6-2, 7–6(5)    |
| 2. | 23 ottobre 2016   | Ecuador F2, Quito                | Terra rossa | Federico Zeballos    | 6-3, 3-6, 7-5  |
| 3. | 10 settembre 2017 | Spain F28, Oviedo                | Terra rossa | Eduard Esteve Lobato | 6-3, 6-4       |
| 4. | 22 aprile 2018    | Nigeria F1, Abuja                | Cemento (o) | Markus Eriksson      | 6-2, 6-4       |
| 5. | 6 maggio 2018     | Nigeria F3, Abuja                | Cemento (o) | Arjun Kadhe          | 6-3, 6-1       |
| 6. | 19 maggio 2019    | Samarkand Challenger, Samarcanda | Terra rossa | Corentin Moutet      | 7–6(2), 7–6(7) |

##### Sconfitte in finale (4)
| N. | Data             | Torneo                                                  | Superficie  | Avversario in finale | Punteggio        |
| 1. | 22 febbraio 2015 | USA F8, Plantation                                      | Terra rossa | Patricio Heras       | 4-6, 2-6         |
| 2. | 17 maggio 2015   | Colombia F1, Pereira                                    | Terra rossa | Emilio Gómez         | 5-7, 2-6         |
| 3. | 29 aprile 2018   | Nigeria F2, Abuja                                       | Cemento (o) | Maximilian Neuchrist | 3-6, 7–6(5), 2-6 |
| 4. | 28 luglio 2019   | Levene Gouldin & Thompson Tennis Challenger, Binghamton | Cemento (o) | Yūichi Sugita        | 6(2)–7, 6-1, 2-6 |

#### Doppio

##### Vittorie (8)
| Legenda tornei minori |
| Challenger (1)        |
| Futures (7)           |

| N. | Data              | Torneo                     | Superficie  | Compagno            | Avversari in finale                     | Punteggio        |
| 1. | 1 marzo 2015      | USA F9, Sunrise            | Terra rossa | Rafael Matos        | Bruno Sant'Anna Thales Turini           | 7-6, 2-6, [10-5] |
| 2. | 17 maggio 2015    | Colombia F1, Pereira       | Terra rossa | João Walendowsky    | Felipe Escobar Juan Sebastián Gómez     | 6-3, 5-7, [11-9] |
| 3. | 9 ottobre 2016    | Colombia F4, Valledupar    | Cemento (o) | Rafael Matos        | José Daniel Bendeck Gregorio Cordonnier | 6-3, 3-6, [10-5] |
| 4. | 16 ottobre 2016   | Ecuador F1, Quito          | Terra rossa | Rafael Matos        | Matías Franco Descotte Raleigh Smith    | 6-1, 6-4         |
| 5. | 11 dicembre 2016  | Uruguay F2, Paysandú       | Terra rossa | Rafael Matos        | Oscar José Gutierrez Nicolas Santos     | 6-0, 6-4         |
| 6. | 10 settembre 2017 | Spain F28, Oviedo          | Terra rossa | Franco Agamenone    | Viktor Durasovic Miguel Semmler         | 7-5, 6-3         |
| 7. | 29 ottobre 2017   | Egypt F31, Sharm el-Sheikh | Cemento (o) | David Jordá Sanchís | Youssef Hossam Antonio Massara          | 6-3, 4-6, [10-8] |
| 8. | 20 settembre 2020 | Iași Open, Iași            | Terra rossa | Rafael Matos        | Treat Huey Nathaniel Lammons            | 6-2, 6-2         |

##### Sconfitte in finale (2)
| Legenda tornei minori |
| Challenger (1)        |
| Futures (1)           |

| N.  | Data              | Torneo                      | Superficie  | Compagno     | Avversari in finale              | Punteggio        |
| 1.  | 22 settembre 2013 | Brazil F8, Caxias do Sul    | Terra rossa | Evaldo Neto  | Fabrício Neis João Pedro Sorgi   | 3-6, 6-3, [6-10] |
| 17. | 15 agosto 2021    | San Marino Open, San Marino | Terra rossa | Rafael Matos | Luis David Martínez Zdeněk Kolář | 6-1, 3-6, [3-10] |

## Palmarès
- Giochi panamericani

Lima 2019:  Oro in singolare.